# الهوبيت

أجدد غلاف للنسخة العربية للرواية

الهوبيت أو ذهابًا وعودة (بالإنجليزية: The Hobbit, or There and Back Again) هي رواية خيالية بقلم الكاتب البريطاني ج. ر. ر. تولكين، الحائز على جائزة أفضل كتاب أطفال، بدأ كتابة القصة في بداية الثلاثينات من القرن العشرين لتسلية أبنائه الثلاثة. كُتبت كـتقليد للقصص الحوارية. نشرت في 21 سبتمبر، 1937.
مؤخرًا، اعتبرت الهوبيت «أهم رواية للقرن العشرين (للقراء الكبار)» لكتب الأطفال ومجلات الأطفال. إذ بيع منها أكثر من 100 مليون نسخة حول العالم منذ نشرها، وقد قام مؤخراً المخرج النيوزيلندي بيتر جاكسون بإخراج سلسلة من ثلاثة أفلام للقصة وعرضت في السنوات 2012 و2013 و2014. انظر الهوبيت (فيلم).
الهوبيت كتوقيت زمني «بين فجر الآلف وسيادة الإنسان»، تتبع مسعى محب المنزل «بيلبو باغينز» («الهوبيت» الفخري) ليربح مشاركته للكنز الذي يحرسه التنين سموغ. أخذته رحلته من المناطق المرحة، القروية إلى أماكن أكثر ظلمة، ومناطق أعمق، ليقابل أناسًا كثيرين على طول الطريق في المناطق الواسعة. مع تقبل الجانب المخزي، العاطفي، الطفولي والمغامر من طبيعته وتطبيق ذكائه وحسه العام، طور بيلبو جانبا جديدا من النضج، والمقدرة والحكمة. تأخذ القصة شكل سلسلة، أغلبية الفصول فيها تتحدث عن نوع معين من الكائنات أو فصيلة معينة، وتكثر في هذه المغامرة المكتوبة العديد من الأغاني والقصائد التي تؤدي دور التخفيف من حدة المشاهد الدرامية. تتحدث الفصول الأخيرة عن الإثارة في «معركة الجيوش الخمسة»، حيث تعاود مجموعة من الشخصيات الظهور للمشاركة في المعركة.
قام النقاد بالتشبيه بين خبرة تولكين الشخصية وخبرة كتاب آخرين في الحرب العالمية الثانية، وقد تم طلب تكملة من قبل مجموعة من المحررين، ومع نقد العمل في «سيد الخواتم» عدله تولكين في فصل من فصول «الهوبيت».
و أدخله في النسخة الثانية والعديد من النسخ التي تلتها. لتصحيح الأخطاء البسيطة وعكس تطور رؤية تولكين للعالم الذي تعثر بيلبو فيه. لم يتم تحرير العمل بما أن دار النشر كانت في نقص بسبب «الحرب العالمية الثانية».
إنها أسطورة قيد الإنشاء وتحمل العديد من التطورات للمسرح، الشاشة، المذياع والألعاب بنوعَيها الفيديو والألواح. وقد تم تكريم بعضاً منها مثل لعبة الفيديو التي حازت على «جائزة المقود الذهبي» وسيناريو للعبة حربية حازت على «جائزة الأصول» ورسوم متحركة تم ترشيحها لـ «لجائزة هوغو».

## القصة

### الشخصيات
- بيلبو باجنز، حامل لقب البطل وهو هوبيت محترم ومحافظ، أثناء تجواله، بيلبو غالباً ما ينظر إلى مؤونته ويتمنى لو أنه أحضر المزيد من الطعام إلى أن يحصل على الخاتم السحري، وهو كثير التردد أثناء اداءه لمهمته، ويتصف بيبلو بعدم أخذه القوانين على محمل الجد ويتحدث باللغة العامية والعصرية. تتبع القصة مراحل نمو مواهب بيبلو في الاعتماد على النشاط والإحساس بالمسئولية تجاه المجتمع.
- جاندالف، ساحر متجول يقوم بتقديم بيبلو لثلاثة عشر قزم، يختفي ويعاود الظهور في أحداث رئيسية من القصة، من صفاته الحكمة مع أن علمه محدود ويتجول لأسبابه الخاصة بالإضافة إلى مساعدته للأقزام.
- ثورين أوكنشيلد، رئيس مجلس الأقزام ووريث عرش مملكة الأقزام في الجبل الوحيد، وقيادته تتمثل في الاعتماد على غاندالف وبيلبو لإخراجه من المشاكل، لكنه يثبت نفسه في النهاية كونه فارس مقدام.
- سموغ، تنين استولى على مملكة الأقزام منذ قديم الزمان في عهد جد ثورين، ويرقد حالياً على كنوز المملكة، من عدة نواحي جزء سموغ يعكس تنين الـ «بيولف»، ويستخدم تولكين الجزء كنظريات جدية للأدب التي طورها عن الأدب الإنجليزي القديم، عن طريق القصائد والصور الأدبية التي تتعلق بالتنانين وعن كون عقلياتهم متحررة عوضاً عن كونهم رمز جيد، التنين سموغ وعملته الذهبية قد تكون رمز تقليدي بين الشر وعلم المعادن كما جمع في وصف «الجنة الضائعة» و«تجشأ النار والتفاف الدخان» لـ «ميتونز» في خسارة الجنة، ومن بين جميع هذه الشخصيات «سموغ» هو الأكثر عصرية في الحديث مثل استخدامه جملة «لا تدع مخيلتك تهرب معك».

القصة تضم شخصيات متفاوتة في الأهمية، مثل اثنا عشرة قزم، نوعين من الآلف من النوع المقاتل، بشر، عملاق ذو لهجة عامية، عفاريت الكهوف، عناكب عملاقة قادرة على الكلام، نسور قادرة على الكلام، ثعالب شريرة حلفاء مع العفاريت، «إلروند» الحكيم، «غولوم» كائن مثير للريبة يعيش في البحيرة تحت الأرض، ورجل قادر على اتخاذ شكل دب يدعى «بيورن» وأخيراً «بومان الشاعر» رامي الأسهم الشجاع من مدينة البحيرة. ولذلك تعد القصة من أفضل القصص في العالم.

### ملخّص القصة
تبدأ الرواية أثناء مرور الساحر غاندالف بقرية الهوبيتيين، حيث يُقابل الهوبيتي العجوز بيلبو باغينز. يحدثه غاندالف عن أنه يبحث عن مغامر لخوض رحلة ما، فيرفض بيلبو العرض فوراً، غير أن غاندالف يخدعه ويفرض الأمر عليه بإقامة حفلة في منزله تضمُّ 13 قزماً، هم - إلى جانب بيلبو وغاندالف - أعضاء المغامرة. وأسماء الأقزام هي: دولين وبالين وكيلي وفيلي وأويْن وأوري ودوري ونوري وغلويْن وبيفور وبوفور وبومبور وثورين (قائد المجموعة).
تتمحور القصة حول كنز يريد الأقزام استعادته من التنين سموغ. كان أجداد هؤلاء الأقزام يسكنون في جبل يُسمَّى الجبل الوحيد، به الكثير من الكنوز، من الذهب والفضة والمجوهرات، في بلدة تُسمَّى دايل. غير أن التنين سموغ، الذي أتى من الشمال البعيد مع مجموعة من التَّنانين الأخرى، دمر البلدة قبل نحو قرن من أحداث القصة، ويستولي على كلّ كنوز الأقزام. ويريد الأقزام الثلاثة عشر التخلّص من التنين واستعادة كنوز أجدادهم.
يطلع الأقزام بيلبو على خريطة للجبل، تبيِّن وجود ممرٍّ سري فيه. تعبر المجموعة المؤلَّفة من خمسة عشر فرداً البراري الجرداء بعيداً عن أرض الهوبيتيّين، المقاطعة. تُمسِك بهم أثناء الطريق مجموعة من ثلاث ترلات، غير أنهم ينجحون بالتخلص منهم عندما تُشرق الشمس ويتحوَّلون إلى حجارة. بعد ذلك يتوجَّهون إلى ريفنديل، حيث يلتقون بإلروند ويحصلون على استراحة قصيرة بدون متاعب. أثناء عبورهم الجبال الضبابية بعد مغادرتهم ريفندل، تداهمهم عاصفة رعدية، فيلجئون إلى أحد الكهوف، غير أن الغوبلن (الأروكيون) يمسكون بهم هناك ويأخذونهم إلى أنفاقهم العميقة داخل الجبال. ينجح غاندالف لاحقاً بتحريرهم، لكن بيلبو ينفصل عن باقي المجموعة أثناء الهرب، ويضيع في الأنفاق المظلمة، حيث يعثر على الخاتم الأوحد بالصدفة. يلتقي بيلبو في النفق بالمخلوق غولم، فيتّفقان على خوض لعبة الأحاجي، فإن فاز بيلبو يدلّه غولم على المخرج، وإن فاز غولم يأكل بيلبو. يفوز بيلبو باللعبة، لكن غولم يرفض مساعدته، وحينما يكتشف أن خاتمه قد سرق يبدأ بمطاردة بيلبو، فيتمكن هذا من الاختباء باستخدام الخاتم، ثم يقتفي أثار غولم وينجح بالهرب من أنفاق الغوبلن.
يلتقي بيلبو بأصحابه مجدداً بعد خروجه من الأنفاق، لكن سرعان ما يبدأ الغوبلن والذئاب بملاحقتهم، ويشرفون على الهلاك قبل أن تنقذهم نسور الجبال الضبابية وتحملهم بعيداً. يعاودون سيرهم، ويعلمهم غاندالف بأنّ عليه الرحيل جنوباً لأداء بعض المهمات، فيأخذهم إلى منزل بي أورن حيث يحصلون على قسط من الراحة وعلى خيول جديدة بدلاً من تلك التي فقدوها في أنفاق الغوبلن، ثم يسيرون شمالاً نحو غابة ميرك وود، حيث يتركهم غاندالف أخيراً. يجوع الأقزام ويضيعون في الغابة، وينقذهم بيلبو بأعجوبة من العناكب العملاقة بعد أن تأسرهم. لكن سرعان ما يقبض عليهم إلف الغابة، الذين يأخذونهم إلى قصرهم الواقع في كهف داخل جبل كبير. يظل بيلبو مختفياً داخل القصر باستخدام خاتمه، ثم ينجح بإيجاد خطة لمغافلة الإلف وتهريب الأقزام عبر جدول مائي يجري تحت الجبل، يوصلهم أخيراً إلى بلدة البحيرة التي يسكنها البشر.
يلقى الأقزام احتفاءً هائلاً ببلدة البحيرة، ويحصلون على الطعام والمسكن، قبل أن يغادروا بعد عدة أيام نحو الجبل الوحيد، وجهتهم الأخيرة. يقضي الأقزام عدة أيام في البحث عن الممرّ السري، وأخيراً يعثرون على بابه عند مرج عشبيٍّ صغير في جانب الجبل، محاط من كل الاتجاهات بجدارٍ صخريٍّ عالٍ. يدخل بيلبو النفق ويصل إلى حجرة التنين العظيمة، المليئة بالكنوز والمجوهرات. يسرق بيلبو كأساً ذهبية مستغلاً نوم التنين العميق، ثم يفرّ مسرعاً، وعندها يستيقظ التنين ويجنّ جنونه، ويبدأ بإحراق الجبل كله، فيما يختبئ الأقزام بين الصخور. بعد فترة يتعب التنين، فيعود إلى مرقده للرّاحة، لكن الخطط تنفذ من الأقزام، فيقرّرون إرسال بيلبو إلى الحجرة مجدداً. ما إن يدخل بيلبو حتى يلاحظه التنين ويبدأ بالحديث معه، فيخوضان حواراً طويلاً، ويستغلّ بيلبو الحوار بفحص التنين، فيلاحظ وجود ثغرة بدرعه الحديدي الهائل عند صدره الأيسر، غير أنه ينجح في تلك الأثناء باستفزاز التنين وإثار غضبه، فيجنّ جنونه مجدداً ويبدأ بتحطيم الجبل.
يُضطّر الأقزام إلى دخول النفق وإغلاق بابه من الداخل للاحتماء، مع أنهم لا يدرون كيفية إعادة فتحه، فيعلقون داخل النفق، محاصرين بين الباب المغلق من جهة ومدخل حجرة التنين الغاضب من جهة أخرى. وفي هذه الأثناء، يستنتج التنين - من بعض ما دار بينه وبين بيلبو من كلام - أنّه لا بد وأن أهالي بلدة البحيرة هم من أرسلوا هؤلاء الدخلاء، فيقرّر الذهاب لمعاقبتهم على ذلك. بعد أن يتملّك الأقزام الجوع وييأسوا من إيجاد مخرج، يتّفقون على الذهاب نحو حجرة التنين معاً كحلٍّ أخير. لكنّهم يفاجئون هناك باختفاء التنين، فيدخلونها ويتجوّلون كما يحلوا لهم، ويبدؤون بجمع الكنوز، ويعثر بيلبو خلال ذلك على حجر آركين الأبيض السحريّ، فيأخذه سراً دون إعلام الآخرين. في بلدة البحيرة، يكون التنين قد شنّ هجوماً عنيفاً على القرية ودمَّرها وأحرقها، يحاول الأهالي بقيادة المحارب براد الدّفاع عنها، لكنهم يفشلون أمام درع التنين الحصين، وفي اللحظة الأخيرة يُخبِر طائر سمنة - كان يتجسّس على حوارات بيلبو والأقزام - براد بنقطة ضعف التنين، فيرمي ثغرة درعه بآخر سهمٍ متبقٍّ معه، وينجح بقتله.
يأتي إلف الغابة بعد سماع أنباء مقتل التنين إلى البلدة، حيث يهنّئون الأهالي ويقدّمون المساعدات لهم لإعادة بناء بلدتهم، ثمّ يتحد بشر البحيرة مع إلف الغابة ويزحفون بجيش ضخمٍ نحو الجبل - حيث يتحصَّن الأقزام بعد سماعهم بأنباء الزحف - ويفرضون الحصار عليه، مطالبين بتعويضات من الكنز عن ما لحق ببلدتهم من دمار. يرفض ثورين منحهم أي جزءٍ من الكنز زاعماً أنه مِلكٌ له بصفته ملك ما تحت الجبل، ويرسل طيور السمنة لإعلام ابن عمِّه داين بن ناين بالقدوم إليه على عجلٍ من التّلال الحديدية مع جيش من 500 قزم. بعد فشل المفاوضات يقرّر بيلبو إعطاء حجر الآركين للبشر والإلف، على أمل أن يستطيعوا إقناع ثورين بمقايضته بالكنز والعدول عن الحرب، لكن ثورين يُعانِد ويرفض، ويقوم بطرد بيلبو الذي ينضمُّ إلى جيش البحيرة والغابة، حيث يلتقي بالساحر غاندالف بشكلٍ مفاجئ. يتقدَّم الأقزام ويحين أوان المعركة، غير أنّ غاندالف يقفز بين الجيشين محذّراً فجأةً، فقد وصل جيشٌ هائلٌ من الذئاب والغوبلن للانتقام لمقتل ملكهم العظيم. وهكذا يتّحد الأقزام والبشر والإلف من طرف، لمواجهة الغوبلن والذئاب على الطرف الآخر، حيث تدور معركة الجيوش الخمسة. كانت أعداد الغوبلن والذئاب ضخمة جداً، ويبدو أنهم كانوا سينتصرون، لكنّ بي أورن وجيشاً من النسور يصلون في اللحظة الأخيرة فيحقّقون النصر.
يُصَاب ثورين إصابات بالغة في المعركة، ويموت في اليوم التالي، هو والقزمان فيلي وكيلي اللذين كانا يقاتلان إلى جانبه بالمعركة. يصبح داين هو ملك ما تحت الجبل خلفاً لثورين، ويوزّع الكنز بالتساوي، ويرغب بإعطاء بيلبو الحصّة الأكبر، غير أنّه يرفض أغلب حصته، ويرضى بصندوقين من الذهب والفضة فحسب، لكنّه مع ذلك يعود إلى موطنه بالمقاطعة وهو هوبيت في غاية الثَّراء. يقطع بيلبو طريق العودة مع غاندالف، يتوقّفان لفترة في منزل بي أورن، ولفترة أخرى في ريفندل (حيث يعلم أن غاندالف بعد أن فارق الأقزام، عمل مع مجلس السحرة على القضاء على ساحرٍ شريرٍ بجنوب غابة ميرك وود). أخيراً يصل بيلبو إلى منزله، حيث يُفاجأ بأن أهالي بلدته قد افترضوا وفاته بعد غيابه الطويل برحلته، وبدأ أعداءه من أبناء عمومته من عائلة الساكفيل باغينز ببيع مقتنياته، غير أنه ينجح باستعادتها مستخدماً ثروته، ويبقى هوبيتاً غنياً وسعيداً حتى نهاية حياته.

## خلفية تاريخية
في بداية الثلاثينيات من القرن الماضي كان جي. آر.آر. تولكين يلاحق حلمه للحصول على منصب معلم للأدب الإنجليزي القديم في جامعة أكسفورد، مع صديق له في جامعة (بيمبورك)، وقد قام تولكين بنشر قصيدتين ضمن مجموعة صغيرة منها (أرجل الغيلان) و (القط والكمان) وأيضاً من إبداعاته (رسالة من بابا نويل لأطفاله) وهي قصة مصورة عن الغيلان والدببة القطبية الطيبة وعن التطورات التي واكبتها لغة الجن والأساطير القديمة والتي كان يطورها منذ سنة 1917.في عام 1955 أرسل (تولكين) لـ (دابيليو. اتش. أودن) بأنه قد بدأ العمل على الهوبيت.
في أحد الأيام عند مطلع سنة 1930 حين كان يقدر درجات الطلاب عثر على ورقة بيضاء خالية كانت من ضمن الشهادات وكتب فيها (في حفرة في الأرض يعيش هوبيت). لم يتقدم أي خطوة بعد هذه الجملة، وفي أواخر عام 1932 كان قد أنهى القصة وأعارها لــ (سي.أس. لويس) وطالبة لديه اسمها (إلين غريفيث) ليقرأوها. في عام 1936 قامت (سوزان داجنال) وهي موظفة في شركة (آلن وأنوين) للنشر بزيارة (جريفث) في جامعة أوكسفورد، ويقال أنها قامت بإعارة (داجنال) القصة أو أنها اقترحت عليها أن تستعيرها من تولكين. وعلى كل حال كانت السيدة (داجنال) منبهرة بالقصة وأرتها (لأنوين) الذي بدوره جعل ابنه ذو العشر سنوات يقرأ القصة.

## النشر
جورج ألن وأنوين للنشر المحدودة في لندن نشرت النسخة الأولى من الهوبيت في 21 سبتمبر 1937. كان قد تم تزويدها برسومات كثيرة بالأبيض والأسود من قبل تولكين، والذي قام أيضاً بتصميم سترة الغبار. النسخة الأصلية طبع منها 1500 نسخة وبيعت كلها بحلول ديسمبر بسبب المراجعات الكثيرة. هوتون ميلفين من بوسطن ونيويورك أعاد طباعتها لنسخة أمريكية، ليتم نشرها في العام 1938، لتصبح أربعة من الرسومات ملونة، ألن وأنوين قرروا إضافة الألوان إلى الرسومات في الطبعة الثانية، لتنشر في نهاية عام 1937. بالرغم من شهرة الكتاب، التقنين الورقي تم العمل فيه وقت الحرب وبقي حتى العام 1949 مما يشير إلى أن الكتاب لم يكن متاحاً في تلك الفترة. طبعات متلاحقة تم نشرها في الأعوام 1951، 1966، 1978، والعام 1995. أعيد طبع الرواية من قبل أكثر من ناشر. بالإضافة إلى ذلك، تم ترجمة الهوبيت إلى أكثر من 40 لغة مختلفة؛ بعض اللغات شهدت عدة ترجمات.